# Otto Graham
College Football Hall of Fame 1956
Pro Football Hall of Fame 1965
(en) Statistiques sur pro-football-reference
Otto Everett Graham Jr., né le 6 décembre 1921 à Waukegan (Illinois) et mort le 17 décembre 2003 à Sarasota (Floride), est un joueur de football américain et de basket-ball.

## Biographie
Otto Graham étudia à l'Université Northwestern, évoluant comme quarterback dans les Northwestern Wildcats sous l'entraîneur Pappy Waldorf.
Otto Graham fut drafté en 1944 à la 4e place (premier tour) par les Lions de Détroit mais il fut obligé de servir dans les US Coast Guard (alors gérés par l'United States Navy) jusqu'à la fin de la guerre. À partir de 1946, l'entraîneur Paul Brown des Browns de Cleveland (alors en All-America Football Conference) négocia avec lui pour le faire jouer dans sa franchise. Il y resta jusqu'en 1955 remportant trois championnats en 1950, 1954 et 1955 mais surtout en participant dix fois de suite au match de finale sur dix saisons jouées.
Otto joua également au basket-ball pour les Royals de Rochester, les futurs Kings de Sacramento, alors en National Basketball League (NBL).
Son numéro 14 a été retiré dans la franchise des Browns.
Il fut sélectionné cinq fois au Pro Bowl (1950, 1951, 1952, 1953 et 1954) et dix fois en All-Pro (1946, 1947, 1948, 1949, 1950, 1951, 1952, 1953, 1954 et 1955).
Il a intégré le Pro Football Hall of Fame en 1965 et le College Football Hall of Fame en 1956. Il a été sélectionné dans l'équipe NFL de la décennie 1950 et l'équipe du 75e anniversaire de la NFL.
Après l'arrêt de sa carrière, il fut notamment entraîneur des Redskins de Washington de 1966 à 1968.